# Alfonso de Senillosa
Alfonso de Senillosa Ramoneda (Barcelona, 20 de enero de 1968), casado con Teresa Abaitua y padre de cuatro hijas, es un empresario y político español. Entre 2011 y 2018 fue Director Adjunto del Gabinete del Presidente del Gobierno (con rango Subsecretario) y Director del Departamento de Seguridad Nacional.

## Formación y comienzos de su carrera profesional
Graduado en dirección de marketing por ESEM y en dirección general por el IESE Business School - Universidad de Navarra, en 1998 funda la cadena de servicios de reprografía y de tecnología Workcenter, que en 10 años pasaría a ser la mayor en Europa de su sector. En 2008 Alfonso de Senillosa y sus socios de referencia -Banco de Santander y la corporación IBV (BBVA-Iberdrola)- venden la compañía a un grupo de inversores liderados por el banco de inversión N+1, actual Alantra.

## Carrera política
A finales de 2008 colabora con el Partido Popular en tareas de asesoramiento tecnológico y de comunicación. En junio de 2009 es designado asesor personal de tecnología del Presidente del partido  y en mayo de 2010 es nombrado director del Gabinete Ejecutivo de Presidencia. En noviembre del 2011 es elegido diputado al Congreso por Madrid (X legislatura).
En diciembre de 2011 es nombrado Director Adjunto del Gabinete de la Presidencia del Gobierno y el 23 de julio de 2012 se crea el Departamento de Seguridad Nacional, «el órgano permanente de asesoramiento y apoyo técnico en materia de Seguridad Nacional a la Presidencia del Gobierno», del que es nombrado Director.
Impulsó la elaboración de la Estrategia de Seguridad Nacional 2013, la creación del Consejo de Seguridad Nacional, presidido por el presidente del Gobierno, y coordinó el desarrollo legislativo de la Ley 36/2015, de 28 de septiembre, de Seguridad Nacional. Asimismo ha coordinado la Estrategia de Seguridad Nacional 2017, aprobada por el Consejo de Ministros el 1 de diciembre de 2017, con el consenso del PSOE y de Ciudadanos.
Ha sido responsable de la creación de las Estrategias Sectoriales y vicepresidente de los Consejos Nacionales de Ciberseguridad, Seguridad Marítima, Seguridad Energética, No Proliferación de Armas de Destrucción Masiva e Inmigración. Ha sido vicepresidente del Comité para la Protección de Infraestructuras Críticas.
Del mismo modo, ha sido responsable de la creación del Comité de Situación, máximo órgano del gobierno para la gestión de crisis. En el Congreso de los Diputados y el Senado impulsó la creación de la Comisión Mixta de Seguridad Nacional. 
En paralelo, ha sido miembro del Consejo de Administración de Paradores y Vocal del Patronato de la Fundación Internacional y para Iberoamérica de Administración y Políticas Públicas (FIIAPP). Fue miembro de la Comisión para la reforma de las Administraciones Públicas (CORA).
Como Director Adjunto del Gabinete de Presidencia también asumió la coordinación de las direcciones generales de Asuntos Nacionales, Asuntos Internacionales y la de Europa y G20 del gabinete de la Presidencia del Gobierno según Real Decreto 571/2013.
El 26 de enero de 2018 cesa de sus cargos a petición propia.

## Galardones y premios
Durante su carrera empresarial es galardonado con el Premio Joven Empresario de la Comunidad de Madrid, el Premio Nacional Joven Empresario al Riesgo Empresarial y el Premio Europeo a la Calidad y Fomento del Empleo. El caso de estudio “Workcenter”, realizado por el Instituto de Empresa (IE) en 2006, obtiene el premio al mejor caso de estudio de Europa (European Foundation for Management Development) y actualmente es ofrecido en diferentes escuelas de negocios de Europa y América. 
Además, ha recibido las siguientes condecoraciones:
- Encomienda de Número de la Real y Distinguida Orden de Carlos III del reino de España (S.M. Felipe Vl).
- Caballero de la Legión de Honor de la República Francesa (Presidente F. Hollande).
- Oficial de la Legión de Honor de la República Francesa (Presidente E. Macron).
- Gran Cruz de la Orden Nacional al Mérito de la República de Colombia (Presidente J.M. Santos).
- Gran Cruz de la Orden del Mérito por Servicios Distinguidos de la República del Perú (Presidente PP Kuczynski)[15]
- Comisario Honorario del Cuerpo Nacional de Policía del Reino de España.